# Zamia portoricensis
Zamia portoricensis là một loài thực vật thuộc họ Zamiaceae. Đây là loài đặc hữu của Puerto Rico.

## Hình ảnh

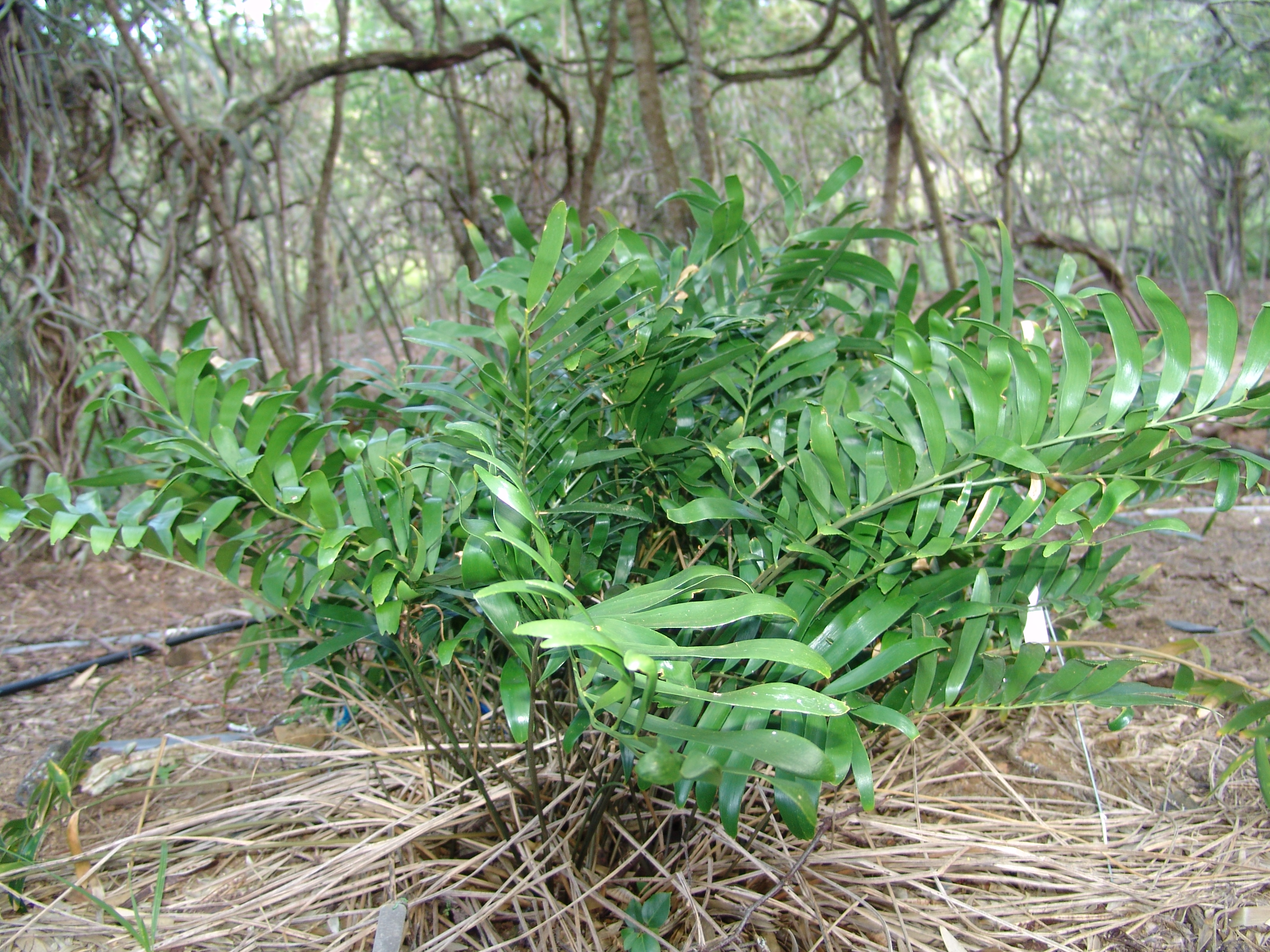
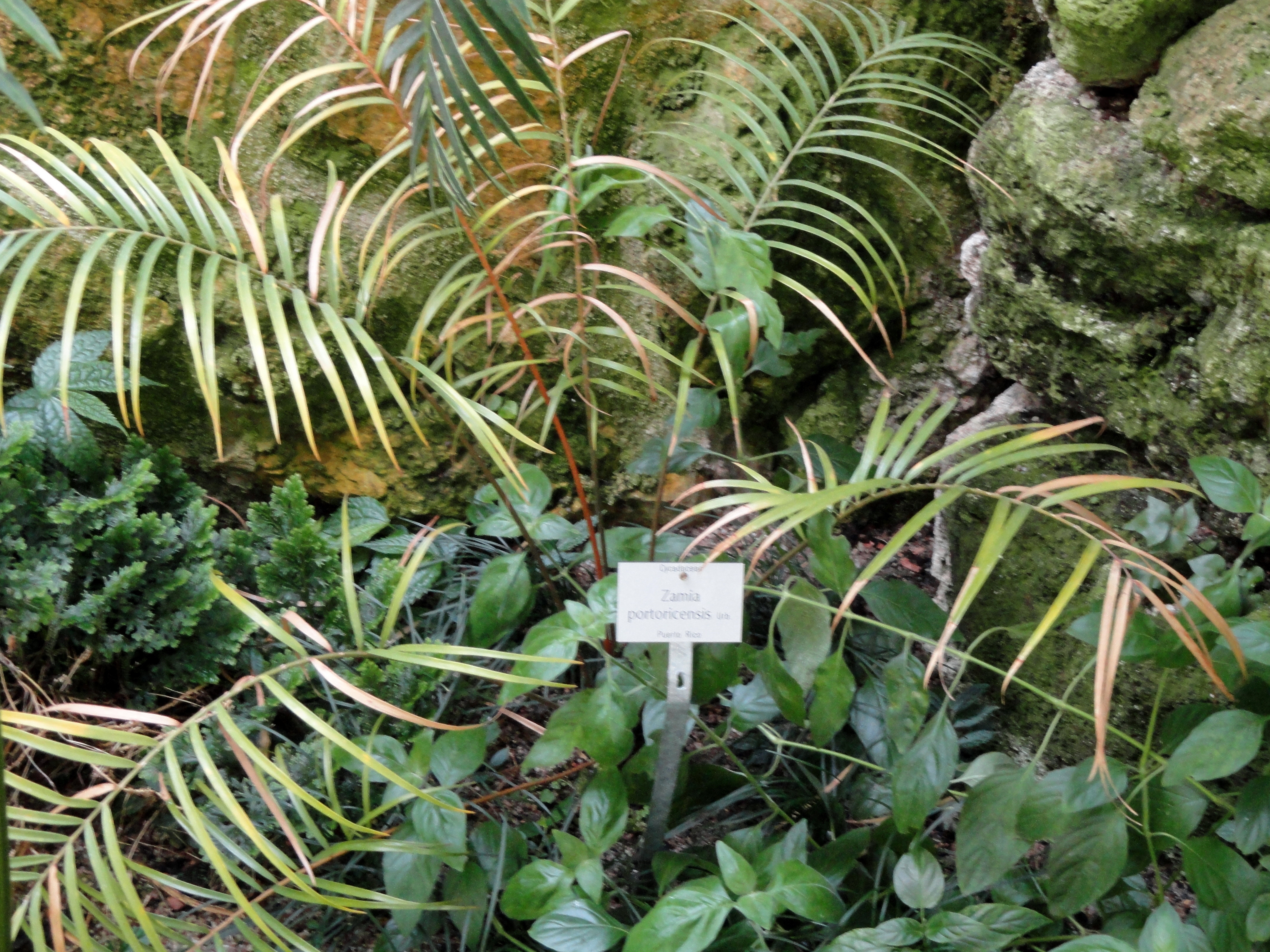